# رحیم شایگان
رحیم شایگان ایران‌شناس، تاریخ‌دان ایرانی، رئیس بخش ایران‌شناسی و همچنین مدیر مرکز پورداود برای مطالعه فرهنگ ایران باستان در دانشگاه کالیفرنیا، لس آنجلس (یوسی‌ال‌ای) از فروردین ۱۳۹۳ است. او فارغ‌التحصیل دوره دکتری از دانشگاه هاروارد است. وی اکنون استاد ممتاز و صاحب کرسی آموزگار در دانشگاه کالیفرنیا، لس آنجلس است و در دپارتمان «زبان‌ها و فرهنگ‌های خاورمیانه» تدریس می‌کند. او فرزند داریوش شایگان است.

## آثار
- Arsacids and Sasanians: Political Ideology in Post-Hellenistic and Late Antique Persia. Cambridge: Cambridge University Press, 2011
- Aspects of Epic and History in Ancient Iran: From Gaumāta to Wahnām. Edited by Gregory Nagy. Hellenic Studies Series 52. Washington, D.C. /Cambridge, Mass. : Center for Hellenic Studies – Harvard University Press, 2012.
- Co-Ed. The Talmud in Its Iranian Context. Texts and Studies in Ancient Judaism 135, ser. eds. Peter Schäfer, Annette Y. Reed, Seth Schwartz, and Azzan Yadin. Tübingen: Mohr Siebeck, 2010.
- Guest Ed. Persia beyond the Oxus. Bulletin of the Asia Institute 21. Bloomfield Hills, MI: Bulletin of the Asia Institute, 2007 [2012].
- Ed. Cyrus the Great: Life and Lore. Washington, D.C./Cambridge, Mass.: Ilex Foundation – Center for Hellenic Studies – Harvard University Press, 2019.